# Białogarda
Białogarda (kaschubisch Biôłogarda; deutsch Belgard an der Leba) ist ein Dorf in der polnischen Woiwodschaft Pommern. Es gehört zur Landgemeinde Wicko (Vietzig) im Powiat Lęborski.

## Geographische Lage
Das Dorf liegt in Hinterpommern über dem Tal der Łeba (Leba) an der Woiwodschaftsstraße 214 zwischen den Städten Lębork (Lauenburg) und Łeba (Leba). Die Kreisstadt ist in 15 Kilometern zu erreichen, und bis zur Ostsee ist es ebenso weit. 
Das Dorf liegt auf einem Hügel, an dem im Norden ein Bach vorbeifließt, der südwestlich des Dorfs in die Łeba mündet.

## Geschichte

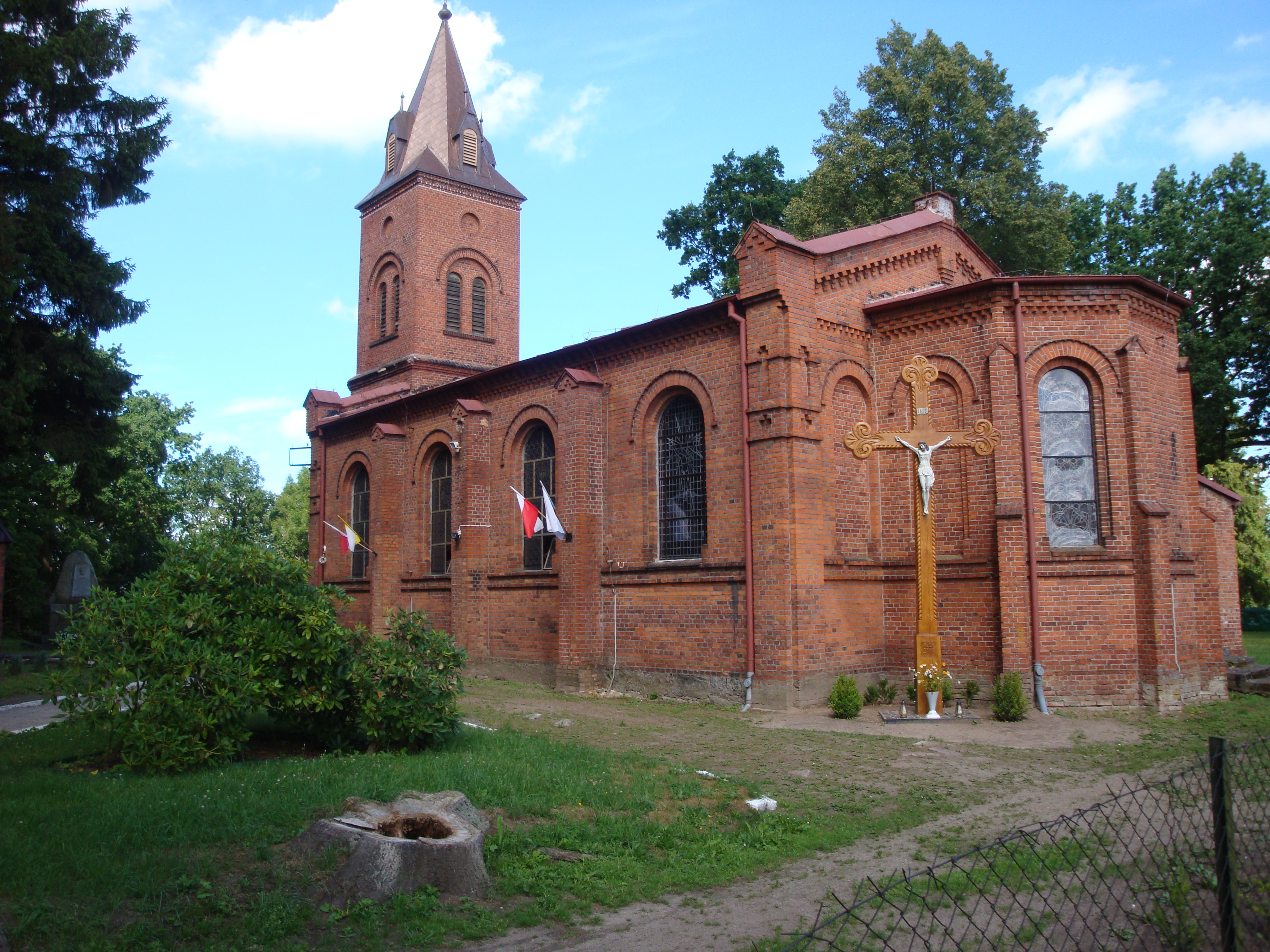
Kirche

Das Bauerndorf Belgard an der Leba gilt als das älteste Dorf des ehemaligen Landkreises Lauenburg. Der Zusatz an der Leba wurde dem deutschen Ortsnamen hinzugefügt, um einer Verwechslung mit der ebenfalls in Hinterpommern gelegenen Ortschaft Belgard an der Persante vorzubeugen. Hier lag um 1209 der Mittelpunkt der vornehmen pommerellischen Kastellanei Belgard an der Leba, die häufig zur Ausstattung von Prinzen und Prinzessinnen diente. Nach dem Tod von Sobiesław I. († 1178) schenkte Herzog Sambor I.  seinem jüngeren Bruder Mestwin I. († 1220) das „Land an der Leba mit der Burg Belgard“. Nach Mestwins I. Tod fiel bei der väterlichen Erbteilung Belgard an Ratibor († 1275), der der jüngste von vier Söhnen Mestwins I. war und der sich Fürst von Pommern und Herzog von Belgard nannte. Das Herzogtum Belgard existierte jedoch nur für einen kurzen Zeitraum; nachdem Ratibor kinderlos verstorben war, wurde es von Mestwin II.  eingezogen. Unter Graf Swenzo tagte 1287 in Belgard der ostpommersche Adel Als 1291 der wendische Fürst Pribeko aus Mecklenburg  Herzog Mestwins II. einzige eheliche Tochter Katharina heiratete, wurde ihm die Kastellanei Belgard als Mitgift verliehen.
Noch heute erinnern Reste im Süden und Osten des Burghügels an die Burg, die 1238 vom Bruder Ratibors, Herzog Swantopolk II. dem Großen, verbrannt wurde, um sich die Herrschaft Belgard selber anzueignen. Ratibor wurde von ihm für einige Zeit gefangen gehalten. Er floh nach seiner Freilassung in das Ordensgebiet und trat in den Deutschen Ritterorden ein, womit dieser ein Anrecht auf Ratibors Gebiet erhielt. Zur Ritterzeit wurde die Landschaft mit der Kastellanei Belgard als Lewinburg (Lauenburg) bezeichnet. Im Jahre 1275 wird für Belgard eine Marienkirche erwähnt. 
Im Jahr 1325 soll der Ritter Henning Behr  auf Burg Belgard an der Leba gesessen haben. 1354 wird nachweislich ein Gotteshaus genannt. Belgard gehörte später zum königlichen Amt Lauenburg. Vor 1784 gab es in dem königlichen Dorf Belgard einen Freischulzen, sechs Bauern, einen Gasthof, dessen Wirt ein Freier war, einen Kossäten, einen Büdner, einen Holzwärter, eine im Jahr 1782 erbaute lutherische Schule, einen zur römisch-katholischen Propstei zu Lauenburg gehörenden Ackerhof (eine sogenannte Plebanei), außerhalb des Dorfs eine Wassermühle und insgesamt 14 Haushaltungen. In der römisch-katholischen Kirche des Dorfs wurde alle sechs Wochen einmal Gottesdienst abgehalten.
Im Jahr 1925 standen in Belgard 37 Wohngebäude, und es wurden 322 Einwohner gezählt, die auf 62 Haushaltungen verteilt waren. Im Jahre 1939 lebten in Belgard 331 Einwohner.
Vor 1945 gehörte Belgard zum Landkreis Lauenburg i. Pom., Regierungsbezirk Köslin, der Provinz Pommern, Die Gemeindefläche war 6,2 km² groß. In der Gemeinde Belgard gab es insgesamt vier Wohnorte:
- Belgard
- Holzkaten
- Obermühle
- Voßkaten

Gegen Ende des Zweiten Weltkriegs wurde Belgard Anfang März 1945 von der Sowjetarmee besetzt. Bald danach trafen Polen im Dorf ein und besetzten die Häuser und Gehöfte. Belgard wurde in Białogarda umbenannt. Die Dorfbewohner wurden von den Polen vertrieben.
Heute ist das Dorf der Landgemeinde (gmina wiejska) Wicko zugeordnet.

## Standesamt Belgard
Belgard war ein selbständiger Standesamtsbezirk für die Gemeinden Belgard, Gans (Gęś), Krampe (Krępa Kaszubska) und Landechow (Lędziechowo).

## Demographie
| Jahr | Einwohner | Anmerkungen                                              |
| ---- | --------- | -------------------------------------------------------- |
| 1885 | 291       | [ 6 ]                                                    |
| 1925 | 332       | darunter 277 Evangelische, 16 Katholiken und 29 Sonstige |
| 1933 | 342       | [ 6 ]                                                    |
| 1939 | 331       | [ 6 ]                                                    |

## Kirche

### Evangelische Kirchengemeinde
Bis zum Jahre 1893 gehörte Belgard zum Kirchspiel Garzigar (Garczegorze). Dann erfolgte eine kirchliche Neuordnung in diesem Gebiet des Kirchenkreises Lauenburg: Aus den umliegenden drei Kirchspielen werden acht Gemeinden ausgepfarrt und in einer selbständigen Parochie Belgard-Labehn vereinigt. In dieser Parochie wird eine eigene Pfarrstelle mit dem Amtssitz in Labehn (Łebien) errichtet, wo schon 1890 ein Pfarrvikar eingesetzt war.
Zum neugebildeten Kirchspiel gehörten die Orte: Belgard, Gans, Klein Massow, Koppenow, Krampe, Labehn, Landechow und Zdrewen. Es lag in der Kirchenprovinz Pommern der evangelischen Kirche der Altpreußischen Union.
Im Jahre 1940 gehörten zum Gesamtkirchspiel 3200 Gemeindeglieder, von denen über die Hälfte im Sprengel Belgard wohnte.
Heute liegt Białogarda im Kirchspiel der Kreuzkirchengemeinde in Słupsk (Stolp), (Diözese Pommern-Großpolen) der polnischen Evangelisch-Augsburgischen Kirche. Kirchdorf für die evangelischen Einwohner ist heute Lębork.

### Evangelische Pfarrer
1. Karl August Friedrich Benkendorf, 1893–1897 (bereits seit 1890 als Pfarrvikar)
2. Paul Ernst Kohnke, 1898–1923
3. Willy Haack, 1923–1932
4. Hans Schulz, 1932–1939
5. Paul Radzuweit, 1939–1945

### Kirchengebäude
Erste Erwähnungen von Kirchengebäuden in Belgard sind die Erwähnung einer Marienkirche im Jahre 1275 und ein urkundlicher Beleg von 1354. Im Jahre 1717 wurde ein Neubau errichtet, der jedoch 1837 wegen Bauschäden geschlossen und 1845 auf baupolizeiliche Anordnung abgebrochen werden musste.
Die neue Kirche wurde im Jahre 1890 durch Spenden und Eigenarbeit der Gemeindemitglieder erbaut und erhielt den Namen Johannes des Täufers. Der Glockenturm mit Glocken und einer Apsis wurde erst 1902 eingeweiht.
Nach dem Zweiten Weltkrieg wurde Belgard unter polnische Verwaltung gestellt, und es begann die Zuwanderung von Polen und Ukrainern aus Gebieten östlich der Curzon-Linie, die mit der Vertreibung der deutschen Einwohner Belgards einherging. Die polnische katholische Kirche eignete sich das Kirchengebäude an. Auch als katholische Kirche trägt das Gotteshaus von Białogarda den Namen von Johannes dem Täufer (Kościół św. Jana Chrzciciela). 

## Verkehr
Im östlichen Gemeindegebiet führt die Bahnlinie Lębork–Łeba vorbei, nächste Bahnstation ist das zwei Kilometer entfernte Lędziechowo (Landechow). 

## Persönlichkeiten
- Joachim Mehr (* 1945 in Belgard; † 1964 in Berlin), Tischler, Todesopfer an der Berliner Mauer